# Twanisha Terry
Twanisha Terry (conocida como TeeTee Terry; Miami, 24 de enero de 1999) es una deportista estadounidense que compite en atletismo, especialista en las carreras de relevos.
Participó en los Juegos Olímpicos de París 2024, obteniendo una medalla de oro en la prueba de 4 × 100 m. Ganó dos medallas de oro en el Campeonato Mundial de Atletismo, en los años 2022 y 2023, ambas en la prueba de 4 × 100 m.

## Palmarés internacional
| Juegos Olímpicos   | Juegos Olímpicos        | Juegos Olímpicos | Juegos Olímpicos |
| Año                | Lugar                   | Medalla          | Prueba           |
| ------------------ | ----------------------- | ---------------- | ---------------- |
| 2024               | París (Francia)         | Medalla de oro   | 4 × 100 m        |
| Campeonato Mundial |                         |                  |                  |
| Año                | Lugar                   | Medalla          | Prueba           |
| 2022               | Eugene (Estados Unidos) | Medalla de oro   | 4 × 100 m        |
| 2023               | Budapest (Hungría)      | Medalla de oro   | 4 × 100 m        |